# San Emiliano
San Emiliano est une commune d'Espagne dans la province de León, communauté autonome de Castille-et-León. Elle s'étend sur 210,73 km2 et comptait environ 706 habitants en 2011.